# شریف عمر
شریف عمر (عربی: شريف عمر؛ زادهٔ ۱۹ ژوئن ۱۹۹۲) بازیکن فوتبال اهل سودان است.
وی همچنین در تیم ملی فوتبال سودان بازی کرده‌است.